# Siemion Dieżniow
Siemion Iwanowicz Dieżniow (ros. Семён Ива́нович Дежнёв; nazwisko często zapisywane jako Dieżniew; ur. około 1605 r. w Wielkim Ustiugu, zm. w roku 1673 w Moskwie) – rosyjski Kozak w służbie carskiej, podróżnik i badacz północno-wschodniej Syberii.
W latach trzydziestych XVII wieku Dieżniow mieszkał w syberyjskich kresowych osadach, jak Tobolsk i Jenisejsk, a po roku 1638 w Jakucku. W latach 1640–1641 brał udział w traperskich wyprawach w kierunku rzeki Jana, a w roku następnym dotarł jeszcze dalej na wschód, do rzeki Indygirka w jej górnym biegu.
W roku 1644 towarzyszył grupie Kozaków w ekspedycji w dół tej rzeki aż do jej ujścia do Morza Wschodniosyberyjskiego będącego częścią Oceanu Arktycznego. Pod wodzą atamana Michaiła Staduchina uczestniczył w przeprawie małymi statkami typu kocz wzdłuż wybrzeży morskich do ujścia rzeki Ałazeja. Stąd, ze względu na duże zalodzenie, Kozacy dotarli drogą lądową do ujścia Kołymy, gdzie założona została osada Niżnyj-Kołymsk.
Dowodzeni przez Fiodora Aleksiejewa, rosyjskiego kupca, Dieżniow i inni Kozacy podjęli w roku 1647 próbę podróży jeszcze dalej na wschód w nadziei na napotkanie dużych kolonii morsów, ale bez powodzenia. Dopiero w roku następnym Dieżniow, na czele około 90 Kozaków, wypłynął w sześciu koczach na morze, minął od południa Wyspę Wrangla i opłynął Półwysep Czukocki pokonując jako pierwszy Cieśninę Beringa i docierając do zatoki i ujścia rzeki Anadyr, gdzie założył osadę o nazwie Anadyrsk (obecnie miasto Anadyr).
Do ponownej eksploracji tych ziem Dieżniow powrócił w roku 1652. Zatoka Anadyrska, a szczególnie Liman Anadyrski, okazała się bogata w kolonie morsów, w związku z czym pozostał w tym rejonie aż do roku 1662, po czym – drogą lądową – wrócił do Jakucka. W roku 1664 na polecenie księcia Boratynskiego, gubernatora Jakucji, udał się do Moskwy, by dostarczyć futra soboli i zdać sprawozdanie na dworze carskim. 
Po powrocie mieszkał w Jakucku do roku 1670, ale kolejnych wypraw już nie podejmował. W uznaniu zasług stary i schorowany Kozak mianowany został atamanem. Ostatnie dwa lata życia spędził w Moskwie.
Jego imieniem nazwany został najdalej na wschód wysunięty przylądek Czukotki i jednocześnie Azji kontynentalnej.